# Iliá Búrov
Iliá Alexéyevich Búrov –en ruso, Илья Алексеевич Буров – (Yaroslavl, 13 de noviembre de 1991) es un deportista ruso que compite en esquí acrobático. Su hermano Maxim también compite en esquí acrobático.
Participó en tres Juegos Olímpicos de Invierno, entre los años 2014 y 2022, obteniendo dos medallas de bronce, en Pyeongchang 2018 y Pekín 2022, en la prueba de salto aéreo.

## Medallero internacional
| Juegos Olímpicos | Juegos Olímpicos            | Juegos Olímpicos  | Juegos Olímpicos |
| Año              | Lugar                       | Medalla           | Prueba           |
| ---------------- | --------------------------- | ----------------- | ---------------- |
| 2018             | Pyeongchang (Corea del Sur) | Medalla de bronce | Salto aéreo      |
| 2022             | Pekín (China)               | Medalla de bronce | Salto aéreo      |